# Ramones
Ramones (Ремоунз) — американський рок-гурт, утворений 1974 року в Нью-Йорку, одним з перших почав грати панк-рок. Діяльність гурту мала вплив як у цілому на цей напрямок, так і на багато інших течій альтернативного року.
Свою назву гурт одержав через узятий всіма учасниками гурту псевдонім Рамон (Ramone). Походження прізвища Рамон пов'язано, по-перше, з Полом Маккартні, який у ранні роки гурту The Beatles (тоді ще The Silver Beatles) виступав під псевдонімом Пол Рамон (Paul Ramone), по-друге, з тим фактом, що в Нью-Йорку прізвище «Рамон» асоціювалося зі членами латиноамериканських банд і це ім'я повинне було навівати страх.
Музика цього гурту була реакцією на все більш рафінований і далекий від традицій популярної музики хард-рок і прогресивний рок. Прості парні ритми, чотириакордова гармонічна схема, прості, легкі для запам'ятовування мелодії поєднані з незвичайною енергією виконавця. Динамічна гра ударних, швидкі ноти бас-гітари, короткі і прості гітарні рифи (т. зв. licks) i експресивний, дещо мурмочущий спів були типовими рисами музики цього гурту. До цього слід додати прості й безпретензійні тексти пісень, адресовані малоосвіченій молоді.

## Історія

### Ранні роки: 1973—1974
До першого складу гурту ввійшли: Ді Ді Реймон (Dee Dee Ramone), справжнє ім'я Даглас Колвін (Douglas Colvin), 18.08.1952, Берлін, Німеччина — вокал; Джонні Реймон (Johnny Ramone), справжнє ім'я Джон Каммінгс (John Cummings), 8.10.1948, Лонг Айленд, Нью-Йорк, США — гітара; Рітчі Реймон (Ritchie Ramone). справжнє ім'я Річард Стерн (Richard Stern) та Джої Джефф Реймон (Joey Jeff Ramone), справжнє ім'я Джеффрі Гаймен (Jeffrey Hyman), 19.05.1952, Форест Хіллз, Нью-Йорк — ударні.
У травні 1974 року ці музиканти, одягнені у потерті шкіряні куртки та подерті на колінах джинси, дебютували перед публікою у нью-йоркській «The Performance Studio». Через два місяці, коли гурт залишив Рітчі, Ді Ді переключився на бас-гітару, Джой взяв на себе роль вокаліста, а місце за ударними зайняв попередній менеджер гурту Томмі Реймон (Tommy Ramone), справжнє ім'я Томас Ерделі (Thomas Erdelyi), 29.01.1949, Будапешт, Угорщина. Вже у серпні того ж року The Ramones уклали угоду з популярним нью-йоркським клубом CBGB, де з успіхом виступали поряд з Television, Патті Сміт, Talking Heads та Blondie.

### На чолі панку: 1976—1977
У січні 1976 року гурт отримав багаторічний контракт з фірмою «Sire». Записаний на цій фірмі дебютний альбом «Ramones» виявився потужним та солідним початком кар'єри гурту. Агресивна музика The Ramones нагадувала аматорські формації 1950-х та гаражний рок наступного десятиріччя. Головним творцем репертуару був Ді Ді Реймон, який, народившись у німецько-американській родині, ріс у Західному Берліні і в 1960-х роках багато разів відвідував концерти The Rolling Stones та The Animals, а також західнонімецьких формацій на зразок Die Boots, Die Lords, The Hound Dogs, The Beat Cats та The Restless Set.
У липні 1976 року The Ramones виступали в Лондоні й мали великий вплив на ціле покоління британських панків. Наступний альбом «Ramones Leave Home», і особливо твори «Suzie Is A Headbanger» та «Gimme Gimme Shock Treatment» нагадували шокову терапію попереднього лонгплея. Проте чергову платівку «Rocket To Russia» зустріли прохолодно, хоча сингл «Sheena Is A Punk Rocker» з неї 1977 року піднявся до британського Тор 30.

### Відхилення до попу: 1978—1983
У травні 1978 року Томмі Реймон залишив гурт, віддавши перевагу продюсерській кар'єрі. Новим перкусистом став колишній учасник формації Richard Hell & The Voidoids — Марк Белл (Marc Bell), який взяв собі псевдонім Маркі Реймон (Marky Ramone). Але записаний за його участю альбом «Road To Ruin» виявився не дуже вдалою спробою відшукати нових слухачів.
Виступ у фільмі «Rock'n'Roll School» (1979 рік, режисер Аллан Аркет) започаткував співпрацю музикантів з відомим продюсером Філом Спектором. Внаслідок цього з'явився лонгплей «End Of The Century», стилістична неоднорідність якого відображала творчий конфлікт між учасниками гурту. Наприклад, Джоні ставився підозріло до студійної досконалості Спектора, у той час, як Джой схилявся до традиційних мелодійних ліній і схвально ставився до використання у записах жіночого хору. Наперекір першому, американським хітом стала пригладжена версія композиції Спектора «Baby I Love You», популяризована свого часу жіночим тріо The Ronettes.

### Зміни в складі: 1983—1989
Однак у 1980-і роки The Ramones потрапили вже як анахронічний та неформатний гурт. Альбом «Pleasant Dreams», який продюсував лідер 10cc Грейєм Голдмен, залишився у тіні течії хард-кор, що отримала свого часу запал від музики The Ramones. Наступні пропозиції — лонгплеї «Subterranean Jungle», а частково «Animal Boy» та «Halfway To Sanity» були спробами зміни стилю. На другому з цих альбомів був твір «Bonzo Goes To Bitburg» — в'їдливий коментар до відвідування президентом Рейганом цвинтаря вояків «SS» у Західній Німеччині. Також у 1980-х роках Маркі за ударними на деякий час заміняли Рікі Реймон (Ricky Ramone), справжнє ім'я Річард Бо Райнгардт (Richard Beau Rhemgardt) з The Velveteens та екс-Blondie Клем Берк (Clem Burke).

### Останні роки: 1990—1996
1990 року The Ramones, до складу якої входили Джої, Джонні, Маркі та басист Сі Джей Реймон (C.J.Ramone), що 1989 року змінив Ді Ді, нагадали про себе американській публіці під час спільного турне з Деборою Харрі та створеною учасниками Talking Heads формацією Tom Tom Club.
1994 року учасники гурту повідомили, що припинять спільну діяльність, якщо їх черговий альбом «Adios Amigos» не матиме задовільних результатів продажу. Платівка продавалась непогано, а залякування своїх фанів-виглядало кокетством з боку музикантів. «Adios Amigos» провів кілька тижнів у чартах, a Ramones 1995 року вирушили у велике турне. 1996 рік музиканти провели також на гастролях, відвідавши влітку фестиваль «Lollapalooza». Однак розбрат у гурті, який почався ще на початку року, привів після закінчення турне до завершення діяльності Ramones.
Під час останніх концертів Ramones в Європі на розігріві у гурту виступали Rammstein. Після смерті Джої Рамона у 2001 році Rammstein вирішили виконувати пісню Pet Cemetery під час тогочасного туру Німеччиною.

## Дискографія
- Ramones, 1976 дебютний альбом
  - «Blitzkrieg Bop», 1975 сингл
  - «53rd & 3rd», 1976 сингл
  - «Judy Is Punk», 1976 сингл
  - «Beat On The Brat», 1977 сингл
- Leave Home, 1977 альбом
- Rocket to Russia, 1977 альбом
  - «Sheena is a Punk Rocker», 1977 сингл
  - «Rockaway Beach», 1977 сингл
- Road to Ruin, 1978 альбом
  - «I Wanna Be Sedated», 1978 сингл
  - «I'm Against It», 1978 сингл
  - «Don't Come Close», 1979 сингл
  - «Needles And Pins», 1979 сингл
- End Of The Century, 1979 альбом
  - «Rock & Roll High School», 1979 сингл
  - «Baby, I Love You», 1980 сингл
  - «I'm Affected», 1980 сингл
  - «Danny Says», 1980
  - «Chinese Rock», 1980 сингл
- Pleasant Dreams, 1981 альбом
  - «We Want The Airwaves», 1981 сингл
  - «The KKK Took My Baby Away», 1981 сингл
  - «She's A Sensation», 1981 сингл
  - «It's Not My Place (In The 9 To 5 World)», 1982 сингл

- Subterranean Jungle, 1983 альбом
- Too Tough To Die, 1984 альбом
- Animal Boy, 1986 альбом
- Halfway To Sanity, 1987 альбом
  - «Bop 'Til You Drop», 1987 сингл
  - «I Wanna Live», 1988 сингл
- Ramones Mania (The Best Of 1975—1988), 1988 компіляція
- Brain Drain, 1989 альбом
  - «Pet Sematary», 1989 сингл
  - «I Believe In Miracles», 1989 сингл
  - «Can't Get You (Outta My Mind)», 1989 сингл
  - «Merry Christmas (I Don't Want To Fight Tonight)», 1990 сингл
- Loco Live, 1991 живий альбом
- Mondo Bizarro, 1992 альбом
- Acid Eaters, 1993 альбом
- Adios Amigos, 1995 альбом
- Greatest Hits Live, 1996 живий альбом
- Hey Ho! Let's Go: The Anthology (The Best Of 1975—1996), 1999 компіляція
- Loud, Fast Ramones: Their Toughest Hits (The Best Of 1975—1996), 2002 компіляція